# Сорвілан
Сорвілан (ісп. Sorvilán) — муніципалітет в Іспанії, у складі автономної спільноти Андалусія, у провінції Гранада. Населення — 614 осіб (2010).
Муніципалітет розташований на відстані близько 400 км на південь від Мадрида, 50 км на південний схід від Гранади.
На території муніципалітету розташовані такі населені пункти: (дані про населення за 2010 рік)
- Альфорнон: 104 особи
- Мелісена: 185 осіб
- Сорвілан: 246 осіб
- Лос-Єсос: 79 осіб

## Демографія
Динаміка населення (INE ):

## Галерея зображень

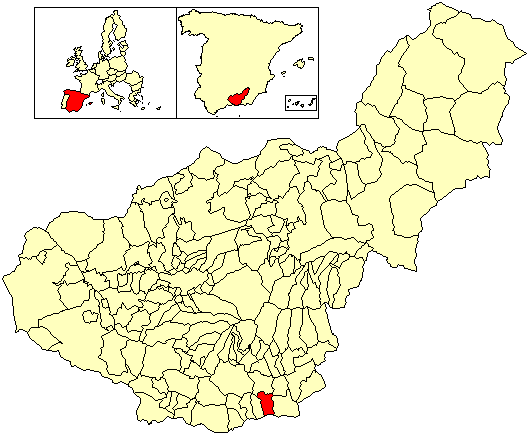
Розташування муніципалітету у провінції Гранада